# Highland (condado de Douglas, Wisconsin)
Highland es un pueblo ubicado en el condado de Douglas en el estado estadounidense de Wisconsin. En el Censo de 2010 tenía una población de 311 habitantes y una densidad poblacional de 1,54 personas por km².

## Geografía
Highland se encuentra ubicado en las coordenadas 46°25′25″N 91°38′7″O / 46.42361, -91.63528. Según la Oficina del Censo de los Estados Unidos, Highland tiene una superficie total de 201.98 km², de la cual 197.28 km² corresponden a tierra firme y (2.32%) 4.7 km² es agua.

## Demografía
Según el censo de 2010, había 311 personas residiendo en Highland. La densidad de población era de 1,54 hab./km². De los 311 habitantes, Highland estaba compuesto por el 98.07% blancos, el 0% eran afroamericanos, el 0.64% eran amerindios, el 0.32% eran asiáticos, el 0% eran isleños del Pacífico, el 0% eran de otras razas y el 0.96% pertenecían a dos o más razas. Del total de la población el 0% eran hispanos o latinos de cualquier raza.